# Varzo
Varzo – miejscowość i gmina we Włoszech, w regionie Piemont, w prowincji Cusio Ossola. Położona około 130 kilometrów na północny wschód od Turynu i około 35 kilometrów na północny zachód od Verbanii, na granicy ze Szwajcarią.
Według danych na rok 2004 gminę zamieszkiwały 2244 osoby, 23,9 os./km².